# Безентал
Безентал (њем. Besenthal) општина је у њемачкој савезној држави Шлезвиг-Холштајн. Једно је од 131 општинског средишта округа Херцогтум Лауенбург. Према процјени из 2010. у општини је живјело 80 становника. Посједује регионалну шифру (AGS) 1053010.

## Географски и демографски подаци
Безентал се налази у савезној држави Шлезвиг-Холштајн у округу Херцогтум Лауенбург. Општина се налази на надморској висини од 29 метара. Површина општине износи 12,6 km².

## Становништво
У самом мјесту је, према процјени из 2010. године, живјело 80 становника. Просјечна густина становништва износи 6 становника/km².